# Stazione di San Nicola Tonnara
La stazione di San Nicola Tonnara è una fermata ferroviaria posta sulle linee Palermo-Messina, Palermo-Agrigento e Palermo-Catania. Serve il centro abitato di San Nicola l'Arena, frazione del comune di Trabia.